# Хрониките на Нарния: Принц Каспиян
„Хрониките на Нарния: Принц Каспиян“ (на английски: The Chronicles of Narnia: Prince Caspian) е американско-британски фентъзи филм от 2008 г. на режисьора Андрю Адамсън, базиран на книгата „Принц Каспиан“ от 1951 г., написана от К. С. Луис. Това е вторият филм от поредицата „Хрониките на Нарния“ на „Уолдън Медия“ след „Хрониките на Нарния: Лъвът, Вещицата и дрешникът“ от 2005 г.
Уилям Моузли, Ана Попълуел, Скандар Кейнс, Джорджи Хенли, Лиъм Нийсън и Тилда Суинтън повтарят ролите си от първия филм, докато новият състав се състои от Бен Барнс, Серджо Кастелито, Питър Динклидж, Еди Изард, Уоруик Дейвис, Кен Стот и Винсент Грас.
„Принц Каспиян“ е последният филм от поредицата „Нарния“, който е копродуциран от „Уолт Дисни Пикчърс“, като „Туентиът Сенчъри Фокс“ става разпространител за следващия филм „Хрониките на Нарния: Плаването на „Разсъмване““ (2010) поради бюджетни спорове между „Дисни“ и „Уолдън Медия“. Но след като „Дисни“ закупува „Туентиът Сенчъри Фокс“ на 20 март 2019 г., вече притежава правата за трите филма на поредицата „Нарния“.
Премиерата на „Хрониките на Нарния: Принц Каспиян“ е на 7 май 2008 г. в театър „Зигфийлд“ в Ню Йорк Сити, преди да бъде пуснат по кината на 16 май в Съединените щати и на 26 юни във Великобритания. Филмът е десетият високобюджетен филм за 2008 г.

## В България
На 11 юли 2008 г. филмът е пуснат по кината от Съни Филмс.
На 25 декември 2010 г. филмът е излъчен по Нова телевизия с български дублаж, записан в студио Александра Аудио. Екипът се състои от:
| Изпълнителен продуцент | Васил Новаков                                                        |
| Преводач               | Силвия Вълкова                                                       |
| Озвучаващи артисти     | Петя Силянова Елена Пеева Илия Иванов Явор Караиванов Николай Пърлев |
| Тонрежисьор            | Мартин Станев                                                        |
| Режисьор на дублажа    | Петър Върбанов                                                       |